# 松山広信
松山 広信（まつやま ひろのぶ、1980年 - ）は、日本の実業家、扶桑精工株式会社代表取締役社長。

## 人物・経歴
1980年、東京都生まれ。2004年3月、立教大学卒業。同年4月、UFJ銀行（現・三菱UFJ銀行）に入行し、営業、企画などを経験。2019年9月に銀行を退職し、義父である前田順也会長（前社長）が経営するガラスびん用金型やブロー成型金型、インジェクション金型などを手掛ける扶桑精工に入社、2020年同社代表取締役社長に就任。
扶桑精工は、創業時から続くガラス成形金型及びガラス成形装置の製造から得られた技術から多くの産業装置や成形金型の対応実績があり、特にガラスびんの金型では国内で過半数以上のシェアを持つ。こうした強みを持つ一方で、個別受注生産による受け身体質によって、営業力に課題があり、経営者として課題解決のため、新規顧客開拓などの営業改革に取り組む。また、2020年5月には、若手社員10人ほどで自社ブランド商品の開発プロジェクトを立ち上げ、ガラス、プラスチック、鋳物と素材別にチームを分け、オリジナル商品の開発を進めている。